# Aszurnasirpal I
Aszurnasirpal I, właśc. Aszur-nasir-apli I (akad. Aŝšur-nāṣir-apli, tłum. „bóg Aszur jest strażnikiem syna”) – król Asyrii, syn i następca Szamszi-Adada IV, wnuk Tiglat-Pilesera I; według Asyryjskiej listy królów panować miał przez 19 lat. Jego rządy datowane są na lata 1049-1031 p.n.e.
Władca ten znany jest jedynie ze wzmianek w listach królewskich i kronikach, gdzie wymieniane jest jego imię. Niektórzy uczeni uważają, że z czasów jego panowania pochodzić może kamienna stela, zwana białym obeliskiem, która znajduje się obecnie w British Museum.